# Jørgen Løvland
Jørgen Gunnarson Løvland, född 3 februari 1848 i Evje i Setesdalen i Aust-Agder, död 21 augusti 1922 i Kristiania, var en norsk tidningsredaktör och politiker (Venstre). Løvland var Norges statsminister i Stockholm från 11 mars 1905 till 7 juni 1905, och hade en central roll under Karlstadskonferensen 1905. Han blev Norges förste utrikesminister och var Norges statsminister 1907–1908.

## Biografi
Løvland var bondson från Evje i Setesdal i Aust-Agder, född på gården Lauvland. Han tog avgångsexamen från Holts seminarium 1865. Han var 1866–1878 lärare vid Kristiansands folkskola, från 1872 samtidigt en av föreståndarna för ett privat lärarinneseminarium där och 1878–1884 föreståndare för amtsseminariet i Nedenes. 1884 flyttade han tillbaka till Kristiansand, övertog redaktionen av Christiansands stiftsavis och kom 1885 in i stadens kommunalstyrelse. Han var stortingsman för Kristiansand 1886–1888 och 1892–1897 samt var under hela denna sista tid president i Odelstinget.
1897–1898 var han medlem av tredje unionskommittén, där han tillhörde den norska minoritetsfraktion som föreslog särskild utrikesstyrelse och särskilt konsulatväsen för vartdera riket. Han återvaldes till Stortinget för perioden 1898–1900, men inträdde den 17 februari 1898 i Steens andra ministär som chef för arbetsdepartementet, en post som han innehade även i Blehrs ministär 21 april 1902–22 oktober 1903. Efter sin avgång förblev han bosatt i Kristiania (Oslo) som medlem av direktionen för Norsk hovedjernbane, samtidigt som han återupptog sin journalistiska verksamhet, genom vilken han också bevarade ett intimt samband med de ledande politiska vänsterkretsarna.

### Roll i unionsupplösningen

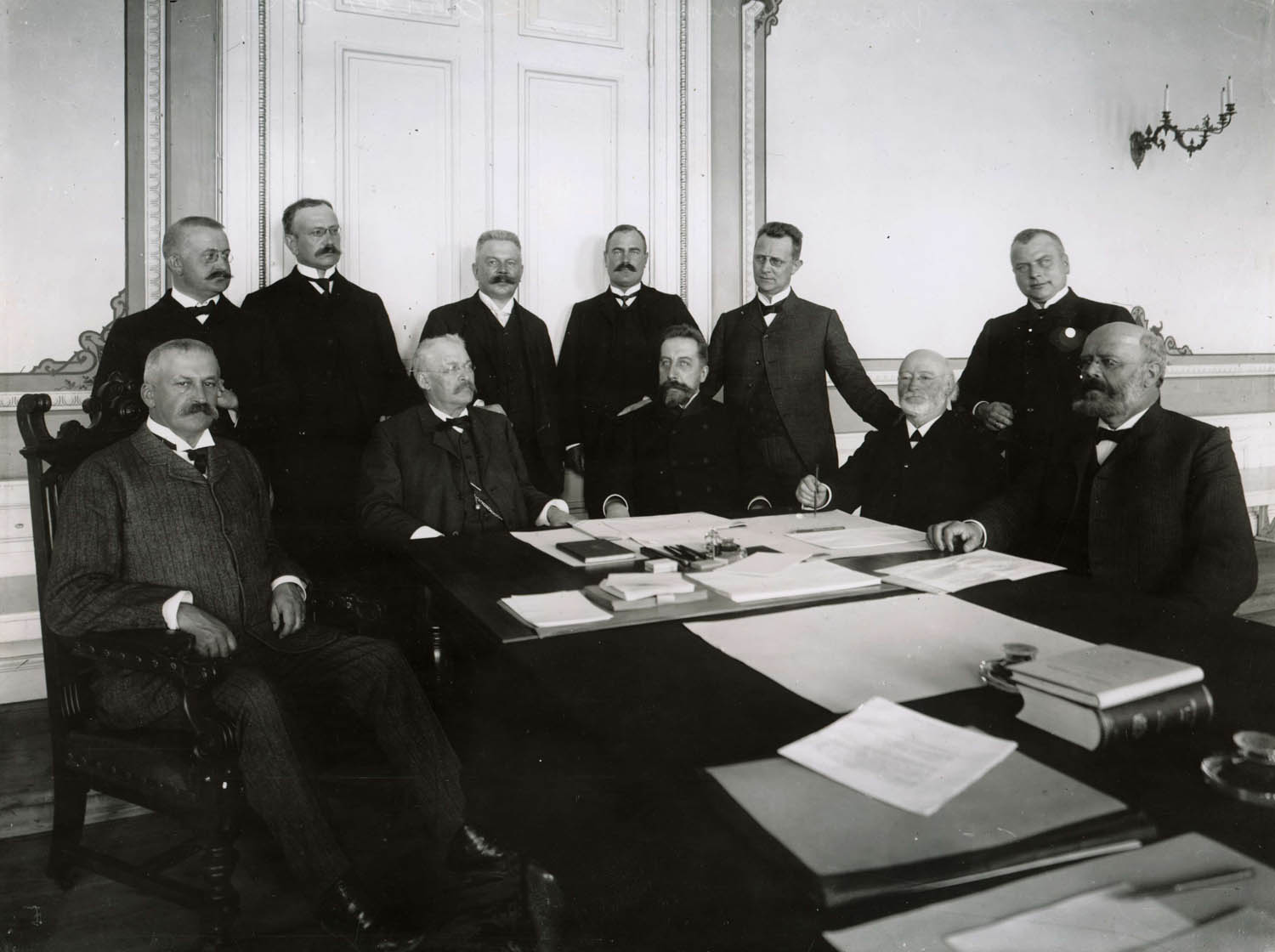
De svensk-norska unionsförhandlingarna i Karlstad, 1905. Nordiska museet NMA.0034900

Då Christian Michelsen den 11 mars 1905 bildade sin regering med unionsfrågans lösning som program, blev Løvland statsminister i Stockholm och chef för statsrådsavdelningen där; han kom alltså att förmedla de sista förhandlingarna mellan de svenska och norska regeringarna. Då Oscar II den 27 maj 1905 vägrade sanktionera den av Stortinget åter antagna lagen om eget norskt konsulatväsen blev unionskrisen akut. Løvland och hans kolleger i statsrådsavdelningen vägrade kontrasignera kungens beslut, och han inlämnade omedelbart därpå sin avskedsansökan och reste den 29 maj från Stockholm. När Stortinget den 7 juni förklarade unionen upplöst och ett norskt utrikesdepartement samma dag upprättades fick Løvland den nya portföljen och kom på så sätt att få avgörande betydelse för organisationen av Norges utrikesstyrelse. Hösten 1905 var Løvland en av Norges delegerade vid Karlstadskonferensen.

### Efter självständigheten
Som utrikesminister började Løvland genast arbeta på att avsluta freds- och skiljedomstraktater mellan Norge och en rad andra stater, samt förbereda den så kallade integritetstraktaten, som slöts den 2 november 1907. Några dagar dessförinnan hade Michelsen dragit sig tillbaka, och Løvland trädde då i spetsen för regeringen, samtidigt som han behöll utrikesministerposten. Samtidigt rekonstruerade han ministären i vänsterriktning. Han stötte dock på många svårigheter i och utanför Stortinget från sitt gamla parti, eftersom man ansåg hans politik vara ett fullföljande av Michelsens "samlingspolitik", som en stark fraktion menade redan hade uppfyllt sin historiska och politiska mission. Förgäves förklarade Løvland vid trontalsdebatten den 15 februari 1908 att ministären till sammansättning och övertygelse blivit en vänsterregering; den radikala gruppen, den så kallade "konsoliderade vänstern", väckte dock förslag om omröstning rörande otvetydigt misstroendevotum mot ministären. Fastän förslaget föll med 70 röster mot de konsoliderades 53, ansåg sig ministären böra ge vika, då den av Stortingets 123 röster endast fick 60 för sin ståndpunkt (de 10 socialdemokraterna hade nämligen röstat för eget förslag om misstroendevotum), så att regeringen ansåg sig ha så kallad "negativ majoritet" av 63 röster mot sig.
Den 18 mars 1908 avlöstes Løvlands ministär av Gunnar Knudsens. 1915–1920 var Løvland kyrko- och undervisningsminister i Knudsens andra ministär.
Løvland var från 1909 ordförande i Noregs Mållag, och var en av målsakens främsta talesmän. Han var också medlem av Norska Nobelkommittén från starten 1897 till sin död, från 1901 som ordförande.
Kommendör 1:a klass av Kungl. Nordstjärneorden 1903.